# Pieta van Dishoeck
Pieta Roberta van Dishoeck (ur. 13 maja 1972 w Hilversum), holenderska wioślarka. Dwukrotna srebrna medalistka olimpijska z Sydney.
Zawody w 2000 były jej jedynymi igrzyskami olimpijskimi. W Sydney jeden medal zdobyła w dwójce podwójnej. Partnerowała jej Eeke van Nes. Obie stanowiły również część holenderskiej ósemki. Brała udział w kilku edycjach mistrzostwach świata, w dwójce podwójnej zdobyła srebro w 1998 i brąz rok później.